# Platt ärtmussla
Platt ärtmussla (Pisidium pseudosphaerium) är en musselart som beskrevs av Jules Favre 1927. Platt ärtmussla ingår i släktet Pisidium, och familjen ärtmusslor. IUCN kategoriserar arten globalt som livskraftig. Enligt den finländska rödlistan är arten nära hotad i Finland. Arten är reproducerande i Sverige. Artens livsmiljö är sjöar.